# Rödkindad fjärilsfink
Rödkindad fjärilsfink (Uraeginthus bengalus) är en afrikansk fågel i familjen astrilder inom ordningen tättingar.

## Utseende

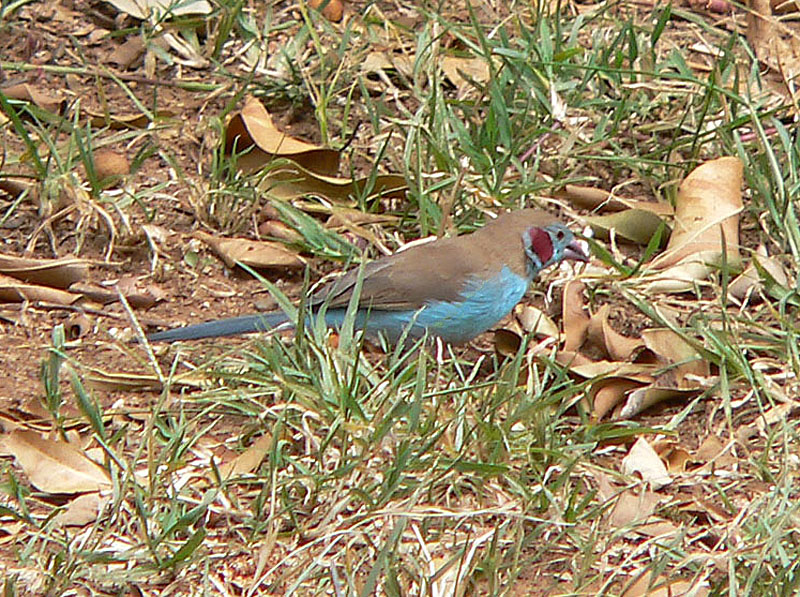
Adult rödkindad fjärilsfinkshane fotograferad i Kenya.

Den rödkindade fjärilsfinken är en långstjärtad astrild som mäter cirka 12 centimeter. Den har en kraftig gråfärgad finkliknande näbb. Den adulta hanen har en jämnt brunbeige ovansida medan bröst, stjärt och kroppssida är blekt blåfärgade, den har en gul buk, vit orbitalring och örontäckarna är kraftigt rödfärgade, vilket gett fågeln dess namn. Honornas fjäderdräkt är liknande, men mer dämpade i färgen och de saknar den röda fläcken på kinden. Juvenila fåglar liknar honorna, men är enbart blå på ansiktet och halsen.

## Utbredning och biotop
Den är en stannfågel som återfinns i de torrare delarna av tropiska subsahariska Afrika där den förekommer på höjder upp till 2500 meter.. Den besöker gärna öppen odlad mark och återfinns därför gärna i närheten av mänsklig bebyggelse.
Rödkindad fjärilsfink delas in i fyra underarter med följande utbredning:
- Uraeginthus bengalus bengalus – Senegal söderut till Guinea samt österut till Eritrea, Etiopien, nordöstra Demokratiska republiken Kongo, Uganda och Kenya väster om Rift Valley
- Uraeginthus bengalus brunneigularis – södra Somalia och Kenya till Tanzania
- Uraeginthus bengalus ugogensis – södra Kenya och Tanzania
- Uraeginthus bengalus katangae – nordostligaste Angola till södra Demokratiska republiken Kongo och norra Zambia

Arten har även introducerats till öarna Oahu och Hawaii i Stilla havet och det finns en förrymd population på Kap Verde.

## Beteende, häckning och föda
Arten lever i par. Boet är en stor välvd gräskonstruktion med ingång på sidan och placeras i ett träd, en buske eller i ett tjockt snår. Boet byggs av grässtrån och brukar fodras med gräsvippor och ibland med fjädrar. Honan lägger 4-5 vita ägg som hon ruvar under 12 dagar. När ungarna sedan har kläckts matas de av sina föräldrar med insekter. Efter 21 dagar är ungarna beredda att lämna boet.. I vilt tillstånd lever den huvudsakligen av säd och frön men även insekter.

## Status
Arten har ett stort utbredningsområde och beståndet anses vara stabilt. Internationella naturvårdsunionen IUCN listar den därför som livskraftig (LC).

## Burfågel
Rödkindad fjärilsfink förekommer som burfågel. Den kan äta finkblandning samt torkade insekter samt grönfoder så som frukt och grönt. De är ganska ömtåliga fåglar att hålla och de ställer höga krav på temperatur och fuktighet.